# Miocallicebus
Miocallicebus — вимерлий рід мавп Нового Світу з середнього міоцену (лавентан у південноамериканському віці наземних ссавців; 13.8–11.8 млн років тому). Його останки були знайдені в Konzentrat-Lagerstätte La Venta в Honda Group Колумбії. Типовим видом є Miocallicebus villaviejai.

## Опис
Скам'янілості Miocallicebus були виявлені в 1997 році під час польового дослідження, проведеного дослідниками Інституту дослідження приматів Кіотського університету. Зразок складається з фрагмента правої верхньої щелепи, у якому зберігся корінь M1, повного M2 і сильно пошкодженого M3, виявленого на території Болівії в пустелі Татакоа в Уїла, південно-центральна Колумбія. Рід не був знайдений у «ліжках мавп» у Ла-Вента. Скам'янілі рештки були виявлені прямо над пластами пісковика Татакоа у формації Ла Вікторія, яка була датована Лавентаном у діапазоні від 13,86 до 12,38 млн років тому.
Орієнтовна вага Miocallicebus, який вважається подібним, але значно більшим за сучасний рід Callicebus, становить 1500 грамів. Однак він може бути філогенічно розташований у межах Callicebus, що виправдовує заміну виду в цьому роді.
Еволюційний розрив між Pitheciidae of Cebupithecia з Honda Group і Callicebus, включаючи Miocallicebus, був встановлений у 15.2 млн років тому.

## Середовище існування
Honda Group, а точніше «Monkey Beds», є найбагатшим місцем викопних приматів у Південній Америці. Було стверджено, що мавпи групи Honda жили в середовищі існування, яке контактувало з басейнами Амазонки та Оріноко, і що сама Ла-Вента була, ймовірно, сухим сезонним лісом.